# Bill Fritschy
Pour les articles homonymes, voir Fritschy.
William "Bill" A. Fritschy, est un ancien pilote de rallyes britannique.

## Biographie
Ce coureur débute les courses automobiles africaines sur Volkswagen en 1958, puis surtout sur véhicules de la marque Mercedes jusqu'en 1963, époque couronnée par un doublé au Kenya. 
Il poursuit sa carrière de nouveau sur Volkswagen 1192 (1964), puis Mini-Cooper S (1965/66) et Ford Lotus Cortina (1967), au milieu des années 1960, disputant notamment le RAC Rally en 1964, 1965 et 1967.
Il termine sa carrière en 1974, après deux dernières participations en WRC au rallye kényan sur Porsche 911.

## Palmarès
- 7e Coronation Safari Rally du Kenya : 1959, sur Mercedes-Benz 219 (et vainqueur de Classe E de plus de 2L.; copilote son compatriote Jack L. Ellis);
- 8e East African Safari Rally du Kenya : 1960, sur Mercedes-Benz 219 (et vainqueur de Classe E de plus de 2L; copilote J.L.Ellis);
  - 2e de classe E du safari rally en 1961 (copilote Viscount K. Mandeville, sur Mercedes 220SE);
  - 3e de classe Impala du safari rally en 1958 (650 à 849 cm3) (copilote J.L.Ellis, sur Volkswagen);
- 2e du RAC rally en 1965 (copilote J.R.Gray, sur Mini-Cooper S).